# Orogastrura stebaevae
Orogastrura stebaevae är en urinsektsart som beskrevs av Babenko in Babenko, Chernova, Potapov och Sophya K. Stebaeva 1994. Orogastrura stebaevae ingår i släktet Orogastrura och familjen Hypogastruridae. Inga underarter finns listade i Catalogue of Life.